# Пощенска станция
По̀щенска ста̀нция (на латински: posta, съкратено от statio posita – станция за смяна на коне), пощенски клон или остарялото ПТТ станция (от поща, телеграф и телефон) е самостоятелно звено в структурата на пощенската система, разположено най-често в отделна сграда. На кратко се нарича поща. Пощенските станции имат пощенски код, с които се улеснява сортирането и разпространяването на пощата.
Предназначена е за получаване, съхранение, преразпределение и разнасяне на писма и колети. В пощата могат да бъдат закупени пощенски марки, пликове за писма, празни кутии и други опаковъчни материали. В пощенските станции човек може да закупи една от намиращите се там пощенски кутии, при положение че не желае да получава пощата си у дома или ако няма постоянен адрес.
Станцията е основен елемент на пощенската мрежа, организиран в самостоятелни помещения, където чрез технологично свързани помежду си работни места от длъжностни лица на пощенски оператор се извършват пощенски услуги и други търговски дейности.
Пощенската станция обикновено е стационарна.. Може да бъде и мобилна, която е елемент на пощенските мрежи, организиран в помещения на специализирани транспортни средства, където длъжностни лица на пощенски оператор извършват пощенски услуги по уточнен маршрут и график в няколко населени места без стационарни пощенски станции.